# 하이피크

하이피크의 위치

하이피크(영어: High Peak)는 잉글랜드 더비셔주에 위치한 비도시 자치구로 중심 도시는 벅스턴, 글로소프이며 인구는 91,364명(2014년 기준), 면적은 539.1km2이다.